# 1 Coríntios 7
1 Coríntios 7 é o sétimo capítulo da Primeira Epístola aos Coríntios, de autoria do Apóstolo Paulo, no Novo Testamento da Bíblia.

## Estrutura
A Tradução Brasileira da Bíblia organiza este capítulo da seguinte maneira:
- 1 Coríntios 7:1-40 - Respostas a perguntas acerca do casamento